# Heterodon platirhinos
Heterodon platirhinos là một loài rắn trong họ Rắn nước. Loài này được Latreille mô tả khoa học đầu tiên năm 1801.
Chúng là một loài colubridae không độc loài đặc hữu của Bắc Mỹ. Không phân loài hiện đang được công nhận.

## Phạm vi địa lý
Heterodon platirhinos được tìm thấy ở miền đông Trung bộ Minnesota và Wisconsin tới miền nam Ontario, Canada và cực nam New Hampshire, miền Nam tới miền nam Florida và phía tây đến miền đông Texas và miền tây Kansas. 

## Mô tả
Cá thể trưởng thành dài trung bình đo 71 cm (thân + đuôi), với con cái lớn hơn so với con đực. Cá thể dài nhất được ghi nhận dài 116 cm.
Đặc điểm phân biệt nhất là mõm hếch, thuận tiện cho việc đào đất cát. Vảy có nhiều loại màu khác nhau, có thể có màu đỏ, xanh lá cây, cam, nâu, xám đen, hoặc những màu khác tùy địa phương. Chúng có thể có đốm, rô, hoặc không có hoa văn. Bụng thường có màu xám rắn, màu vàng hoặc màu kem. Trong loài này dưới của đuôi là nhẹ hơn so với bụng.

## Nọc độc
Mặc dù H. platyrhinos có răng nanh phía sau, nó thường được coi loài không độc vì nó không có hại cho con người. Heterodon có nghĩa là "răng khác nhau", trong đó đề cập đến các răng mở rộng ở phía sau của hàm trên. Những răng tiêm một nọc lưỡng cư cụ thể nhẹ vào con mồi, và cũng được sử dụng để "chọc xì hơi" con cóc phồng như quả bóng để dễ nuốt hơn. Con người bị chúng cắn người dị ứng với nước bọt đã được biết đến để trải nghiệm sưng tại chỗ, nhưng không có trường hợp tử vong đã được ghi nhận.

## Tình trạng bảo tồn
Loài này được phân loại là loài ít quan tâm trong sách đỏ IUCN về các loài bị đe dọa (năm đánh giá: 2007). Tuy nhiên, nó là một loài gia tăng mối quan tâm bảo tồn, đặc biệt là ở phần đông bắc của phạm vi của nó.. Các tiểu bang ở phía đông bắc Hoa Kỳ, nơi loài này hiện diện, nó hiện đã "liệt kê" tình trạng bảo tồn trong bốn (Connecticut, New Hampshire, New York và Rhode Island). [13] giảm chú ý được cho là kết quả của những áp lực do con người trực tiếp bao gồm mất môi trường sống và phân mảnh, chết khi băng qua đường, suy thoái môi trường, và giết người có chủ ý. Noted declines are believed to be the result of direct anthropogenic pressures including habitat loss and fragmentation, road mortality, environmental degradation, and intentional killing..

## Hành vi phòng thủ
Khi bị đe dọa, các cổ là phẳng và đầu được nâng lên khỏi mặt đất, không giống như một con rắn hổ mang. Chúng cũng rít và sẽ tấn công, nhưng không cố gắng để cắn. Nếu mối đe dọa này là từ động vật ăn thịt, loài rắn này thường cuộn lên lưng nó và giả chết, phát ra một mùi xạ hương hôi từ lỗ huyệt của nó và để cho lưỡi của nó treo trên miệng của nó.

## Chế độ ăn
Chúng chủ yếu là động vật lưỡng cư, và đặc biệt thích ăn cóc. Loài rắn này có sức đề kháng với độc tố cóc tiết ra. Khả năng miễn dịch này được cho là đến từ tuyến thượng thận phì đại mà tiết ra một lượng lớn các kích thích tố để chống lại chất độc da mạnh mẽ của con cóc. Ở phía sau của mỗi hàm trên, chúng có răng lớn có hình, mà không phải là rỗng cũng không có rãnh, giúp chục chọc thủng làm cóc xì hơi để dễ nuốt. Chúng cũng ăn động vật lưỡng cư khác, giống như ếch và kỳ nhông.

## Hình ảnh

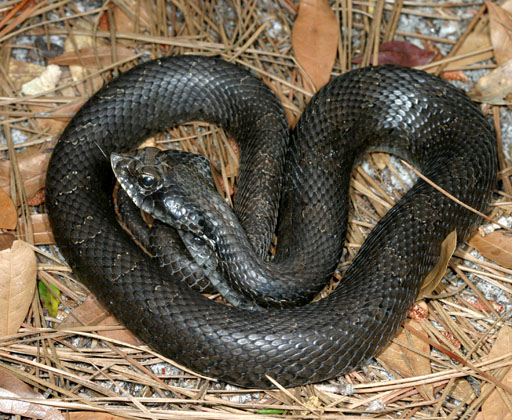
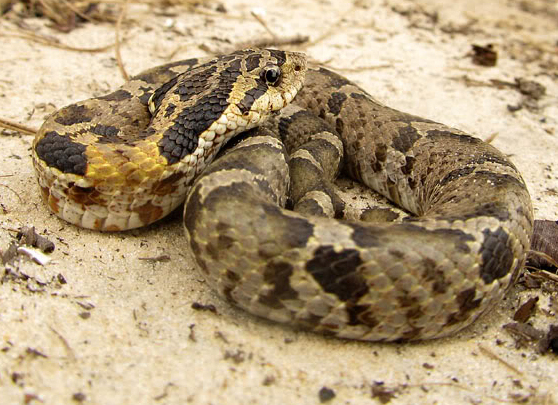
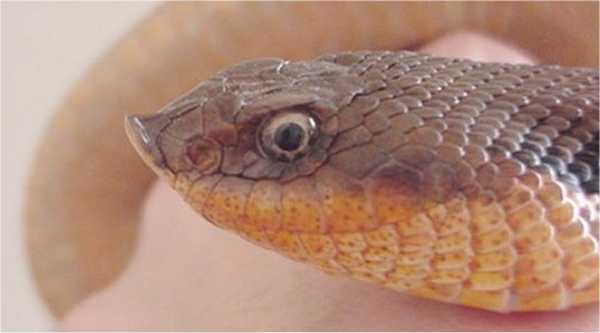
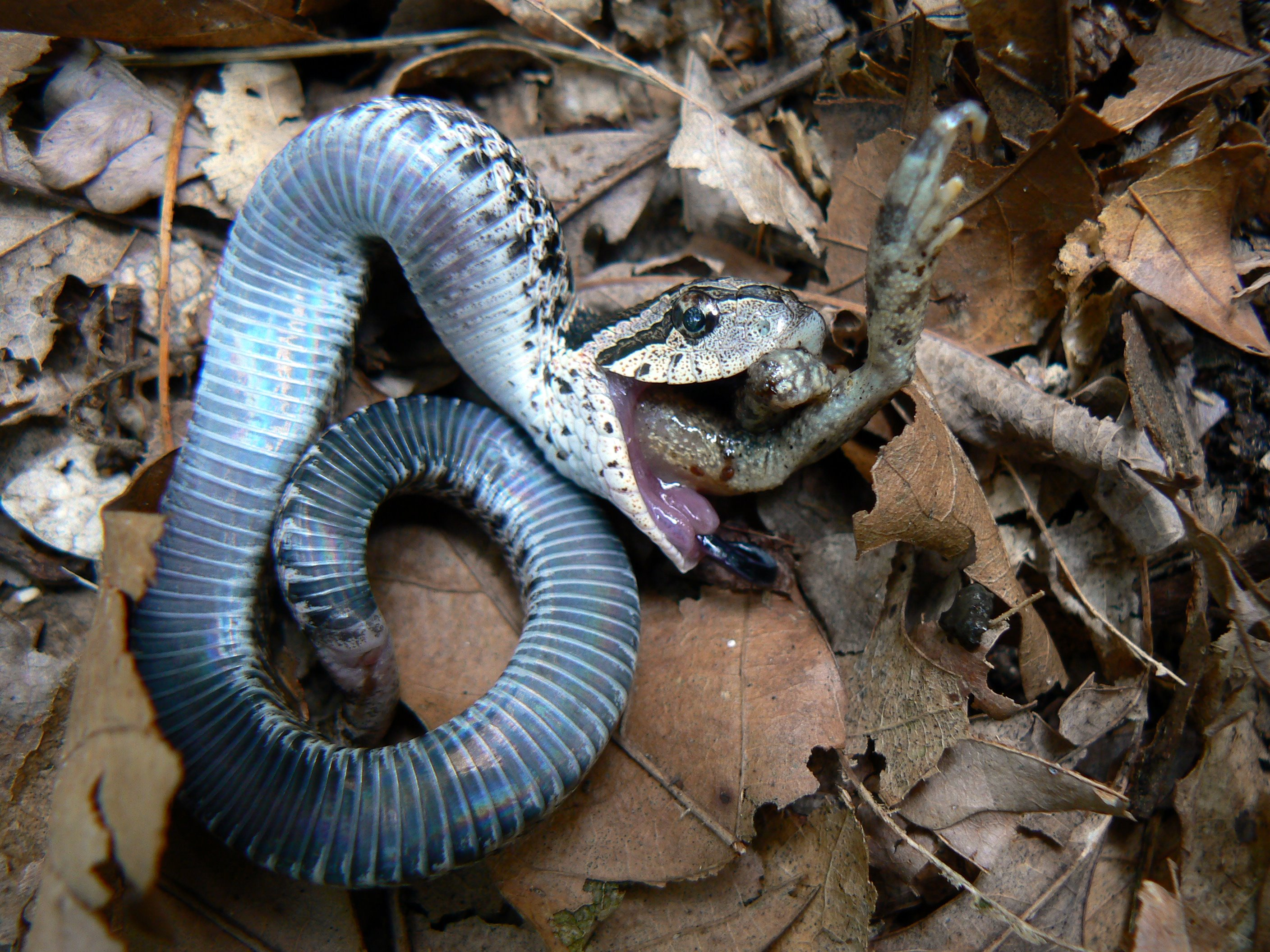
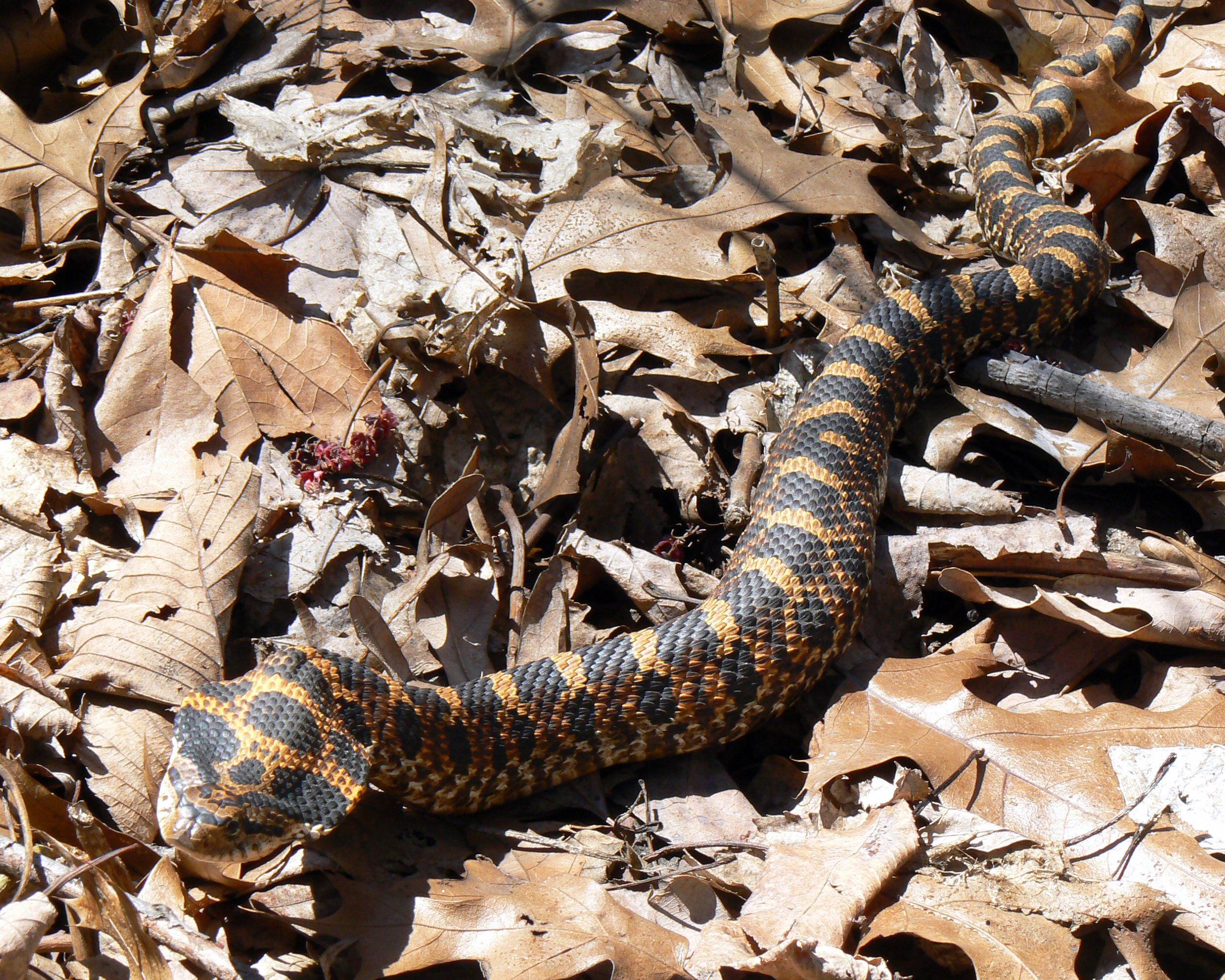